# Johann von Thielmann
Johann Adolf, Freiherr von Thielmann (27 de abril de 1765 – 10 de outubro de 1824) foi um general saxão que serviu com a Saxônia, Prússia e França durante as Guerras Napoleônicas.

## Biografia
Thielmann nasceu em Dresden. Ingressando na cavalaria saxã em 1782, prestou serviço contra os franceses nas campanhas do Reno e serviu ao lado da Prússia na campanha de Jena. Após o desastre de Jena, Thielmann foi enviado pela Saxônia como embaixador a Napoleão I, tornou-se seu ardente admirador, e fez muito para conseguir a aliança franco-saxã. Thielmann acompanhou o contingente saxão que lutou no cerco de Danzig e em Friedland.

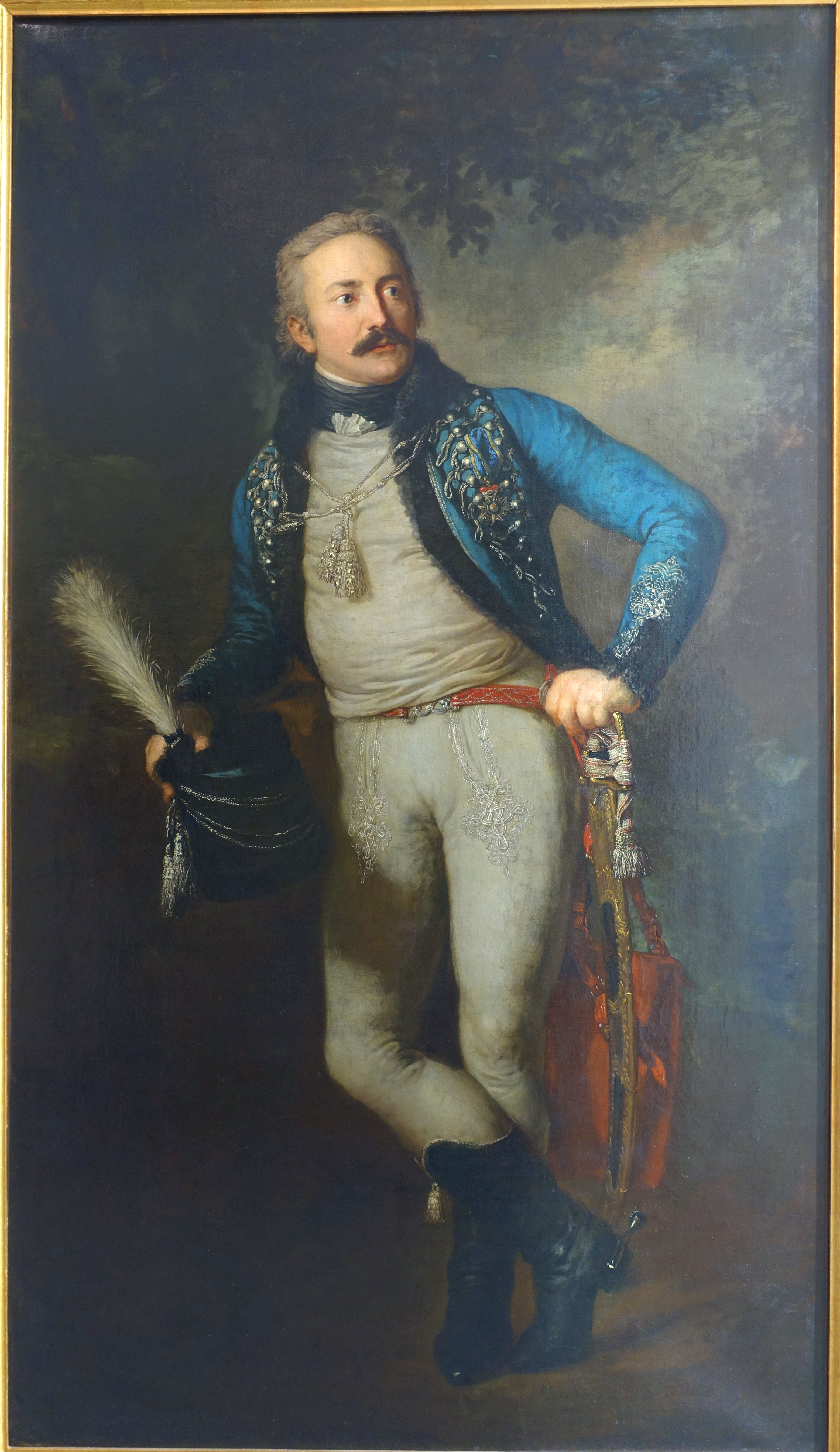
Johann Adolf Freiherr von Thielmann (pintura de Anton Graff)

Em 1809, como coronel de Corpo Franco, opôs-se ao avanço dos austríacos na Saxônia, e foi recompensado por seus serviços com a patente de major-general, sendo promovido posteriormente a tenente-general em 1810. Como comandante da Brigada de Cavalaria Pesada Saxã, participou do avanço sobre Moscou dois anos depois, e sua bravura excepcional em Borodino atraiu a atenção de Napoleão, que levou Thielmann para sua própria comitiva. Seu próprio soberano ao mesmo tempo o fez Freiherr.
Na guerra da Sexta Coalizão, Thielmann, agora von Thielmann, teve um papel proeminente. Como governador de Torgau, por ordens de seu rei, primeiro observou a mais estrita neutralidade, mas ao receber uma ordem para entregar a fortaleza aos franceses, renunciou ao seu comando e, acompanhado por seu oficial de estado-maior Aster, juntou-se à Coalizão. Como general russo, foi empregado na reorganização do exército saxão após Leipzig, e em 1814 comandou o corpo saxão operando nos Países Baixos.

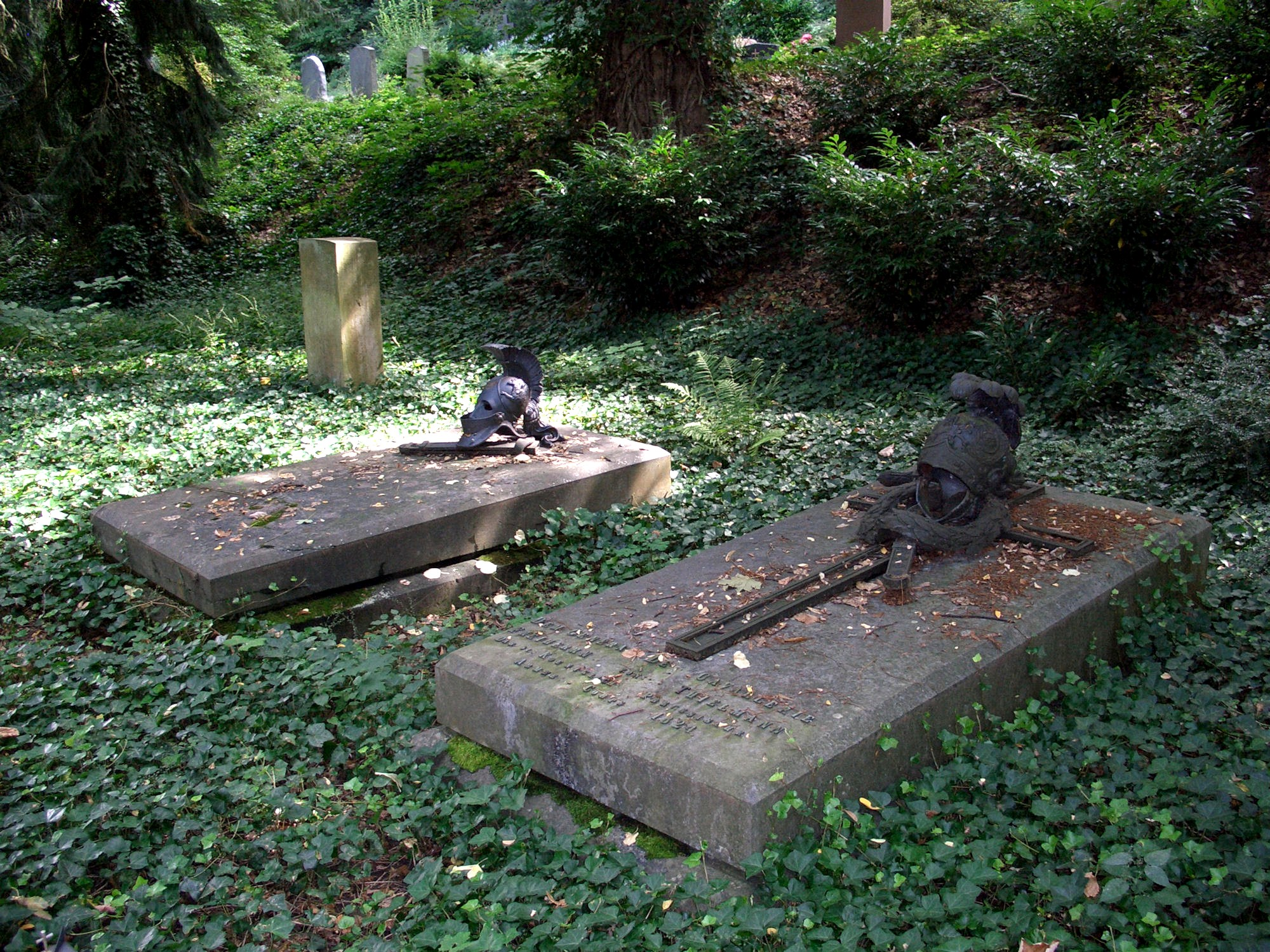
Túmulos de três generais prussianos no cemitério de Coblença — o de von Thielmann está em primeiro plano à direita

No início do ano seguinte tornou-se tenente-general no serviço prussiano, e no comando do III Corpo (com Carl von Clausewitz como seu chefe de estado-maior) participou da Campanha de Waterloo. Do campo de Ligny retirou-se com o resto do exército de Blücher para Wavre, e quando os outros corpos marcharam para Waterloo, von Thielmann defendeu esse movimento contra Grouchy, lutando na Batalha de Wavre (18–19 de junho de 1815), contribuindo assim materialmente para a vitória em Waterloo.

Mais tarde na vida, foi comandante de corpo em Münster (VII Corpo) e em Coblença (VIII Corpo), e neste último lugar morreu em 1824, como general da cavalaria.